# 릭 파핏
릭 파핏(영어: Rick Parfitt, OBE, 1948년 10월 12일 ~ 2016년 12월 24일)은 영국의 가수 겸 작곡가, 기타 연주자이다.
스테이터스 쿠오의 구성원으로, 리듬 기타와 보컬을 맡았다.

## 건강 문제와 사망
심근 경색을 겪은 이후 1997년 관상동맥우회로이식술을 받았으며, 이후 2011, 2014, 2016년에도 심근 경색이 일어나는 등 심장 질환으로 긴 기간 투병했다.
2016년 12월 23일 어깨의 외상으로 스페인 마르베야의 병원에 입원했으며, 12월 24일 패혈증으로 사망하였다.

## 서훈
- 2010년 대영 제국 훈장 4등급(OBE) 수훈[1]